# Axinella salicina
Axinella salicina är en svampdjursart som beskrevs av Schmidt 1868. Axinella salicina ingår i släktet Axinella och familjen Axinellidae. Inga underarter finns listade i Catalogue of Life.